# 真っ赤なLip
「真っ赤なLip」（まっかなリップ）は、WANDSの楽曲である。2020年1月29日に16枚目のシングルとしてD-GOより発売された。表題曲について公式サイトでは「スリリングで挑発的なロック・チューン」と紹介されている。

## 概要
2000年に解体（解散）し、新ボーカルの上原大史を迎えて再始動したWANDSの21年ぶりとなるシングルで、マキシシングルとして発売されている。
表題曲は読売テレビ・日本テレビ系テレビアニメ『名探偵コナン』オープニングテーマとして2020年1月4日から9月26日まで使用されていた。
通常盤のカップリングには「時の扉」の新録が、名探偵コナン盤には「もっと強く抱きしめたなら」の新録と表題曲のTVサイズがそれぞれ収録されており、通常盤と名探偵コナン盤には2020年2月13日に大阪市で、2020年2月16日に東京都で行われる〈SPECIAL LIVE EVENT〉への招待応募券となるシリアルナンバーが封入される。
本作に封入されているチラシに記載されたQRコードとパスワードを使い、通常盤か名探偵コナン盤いずれかのジャケット写真にスマートフォンをかざすと、「真っ赤なLip」に合わせて踊る江戸川コナンが登場するAR企画が行われる。
本作発売前の2019年11月17日に堂島リバーフォーラムで行われた『DFT presents 音都 ONTO 〜NEOROCK from KANSAI〜』でフルサイズが先行披露された。

## アートワーク
2019年12月21日にはジャケットアートワークが公開され、名探偵コナン盤のアートワークは、「真っ赤なLip」をつけた毛利蘭と、そのセクシーな姿にドキドキする工藤新一のビジュアルとなっている。

## 収録曲
| #         | タイトル                                       | 作詞           | 作曲         | 編曲         | 時間  |
| --------- | ---------------------------------------------- | -------------- | ------------ | ------------ | ----- |
| 1.        | 「真っ赤なLip」                                | 上原大史       | 大島こうすけ | 大島こうすけ | 4:43  |
| 2.        | 「もっと強く抱きしめたなら」(WANDS 第5期 ver.) | 魚住勉・上杉昇 | 多々納好夫   | 柴崎浩       | 4:59  |
| 3.        | 「真っ赤なLip」(TV size)                       |                |              |              | 2:03  |
| 合計時間: | 合計時間:                                      | 合計時間:      | 合計時間:    | 合計時間:    | 11:45 |

| #         | タイトル                     | 作詞      | 作曲      | 編曲      | 時間 |
| --------- | ---------------------------- | --------- | --------- | --------- | ---- |
| 1.        | 「真っ赤なLip」              |           |           |           | 4:43 |
| 2.        | 「時の扉」(WANDS 第5期 ver.) | 上杉昇    | 大島康祐  | 柴崎浩    | 4:09 |
| 合計時間: | 合計時間:                    | 合計時間: | 合計時間: | 合計時間: | 8:52 |

## 楽曲解説
1. 真っ赤なLip
  - 読売テレビ・日本テレビ系テレビアニメ『名探偵コナン』オープニングテーマ。
  - 上原曰く、何曲かデモがあがっていてそれぞれに歌詞を書いており、最後に書いたのが本作だったという。そのため、作詞に行き詰まりを感じていた。そこで、『名探偵コナン』のタイアップである本作のテーマを「ミステリアスで何が起こるか分からない部分」と位置づけていたところから少しずらし、おしゃれで大人っぽい雰囲気の本作の曲調から「男女の大人っぽい雰囲気」を見出して書き上げた。また、ポップ過ぎず、ほどほどにワイルドな雰囲気にし、WANDSのイメージからはズレないように意識したという[32]。
  - また上原は、サウンド的には初期のWANDSサウンドに近いが、そのニュアンスを残しつつ現代的なサウンドに昇華している雰囲気を掴み取り、懐かしさ（90年代）と今っぽさ（2020年）が交わったような音楽だと意識した[33]。
  - 上記の他に、上原は本作の印象に関して、スウィンギーかつ複雑なメロディで、以前のWANDSらしさもありつつ、いまの若い人が聴いてもカッコいいと思う曲だと感じている[34]。
  - 「真っ赤な」というワードはコナンのイメージカラーであったが、これは偶然一致しただけだという。また、「真っ赤なLip」という言葉は2週間ぐらいかけて考えたもので、色々な人に質問をしてこのフレーズに決めた[34]。
  - 上原は、どんなにポップな曲でもカッコよく渋く歌い上げるのがWANDSのルールだとし、それを意識して本作の歌唱に臨んだ[35]。
  - 柴崎は、コードワークが凝っていて、ベースラインも大きく動く本作の音楽性について、音像、メロディ、構成などすごく頭を使っているとし、最近の大島の感じが出ていると感じている[32]。
  - 木村は、ブラスセクション（英語版）のパッセージは、『Earth, Wind & Fire』みたいな雰囲気もあり、自分たちの世代のリスナーも親しみやすいと思う一方、演奏するのは難しいとしている[32]。
  - 木村は、本作の作曲を手掛けた第1期および第4期メンバーの大島こうすけについて、力を貸してほしいなとは思っているという[32] 。
  - 本作のギターソロについて、柴崎曰く、当初キーボードと掛け合いする予定だった部分でとりあえずフレーズを考えて弾いたところ、それが全て使われた[32]。
  - テレビアニメ「名探偵コナン」の放送1000回を記念したプロジェクト「『名探偵コナン』放送1000回記念プロジェクト」の第2弾「The Best of OPED」で「真っ赤なLip」が1位を獲得した[36]。
2. もっと強く抱きしめたなら 〜WANDS 第5期 ver.〜
  - 1992年7月1日リリースの3rdシングルの新録。名探偵コナン盤に収録された。
3. 時の扉 〜WANDS 第5期 ver.〜
  - 1993年2月26日リリースの4thシングルの新録。通常盤に収録された。

カップリング曲に過去のシングル表題曲を新録して収録したことに関して、
上原は、カバーをすること自体に全く現実感がなく、光栄ではあるが受け入れてもらえるかという気持ちもあったとし、そのうえで自分でやれるだけのことをやっていくだけだと語った。
柴崎は、リリース当時のアレンジが好きな人もいる中で、今の自分たちがWANDSの曲をやるのであれば、こういうサウンドになるのではないかということを意識し、コードや印象的な部分はあまり変えないアレンジをしたと語った。
木村はリアレンジよりも原曲が好きなタイプだが、当時とは使用する機材が異なり、この20年でレコーディング環境も大きく変化したため、当時のまま演奏するのは逆に難しいとした。

## ミュージックビデオ
2020年1月11日24時よりオフィシャルYouTubeチャンネルで表題曲「真っ赤なLip」のミュージック・ビデオが公開され、読売テレビのアニメ『名探偵コナン』公式YouTubeチャンネルでは同曲に合わせて江戸川コナンが踊るダンス動画とオープニング映像が公開されている。

## テレビ出演
| 番組名                                                            | 日付                           | 放送局     | 演奏曲                                                                                          |
| ----------------------------------------------------------------- | ------------------------------ | ---------- | ----------------------------------------------------------------------------------------------- |
| 大正製薬presents MelodiX!スペシャル2019                           | 2019年12月28日                 | テレビ東京 | もっと強く抱きしめたなら 〜WANDS 第5期 ver.〜 世界が終るまでは…                                 |
| CDTV ライブ!ライブ!年越しスペシャル 2019→2020                     | 2019年12月31日から2020年1月1日 | TBS        | 時の扉 〜WANDS 第5期 ver.〜                                                                     |
| 歌える！J-POP 黄金のヒットパレード決定版！                        | 2020年5月30日                  | NHK        | もっと強く抱きしめたなら 〜WANDS 第5期 ver.〜                                                   |
| 「テレ東音楽祭2020夏」〜もう一度聞きたい最強ヒットソング100連発〜 | 2020年6月24日                  | テレビ東京 | 時の扉 〜WANDS 第5期 ver.〜 愛を語るより口づけをかわそう 〜WANDS第5期Ver.〜                     |
| 歌える！J-POP 黄金のヒットパレード決定版！第2弾                   | 2020年11月14日                 | NHK        | 時の扉 〜WANDS 第5期 ver.〜 世界中の誰よりきっと [WANDS第5期Ver.]                               |
| CDTV ライブ!ライブ!年越しスペシャル 2020→2021                     | 2020年12月31日から2021年1月1日 | TBS        | 世界が終るまでは… 真っ赤なLip                                                                   |
| 音楽の日2021                                                      | 2021年7月17日                  | TBS        | もっと強く抱きしめたなら 〜WANDS 第5期 ver.〜                                                   |
| CDTVライブ！ライブ！                                              | 2022年10月10日                 | TBS        | Secret Night 〜It's My Treat〜 [WANDS 第5期 ver.] もっと強く抱きしめたなら 〜WANDS 第5期 ver.〜 |

## チャート成績
「真っ赤なLip」はオリコンチャートの週間シングルランキングで14位、合算シングルランキングで週間35位、ROCKシングルランキングで週間2位、アニメシングルランキングで週間8位を獲得し、Billboard JAPANの「Hot 100」で週間45位、「Hot Animation」で週間7位、「Download Songs」で週間27位、「Top Singles Sales」で週間16位を獲得した。

## 収録アルバム
真っ赤なLip
- 『THE BEST OF DETECTIVE CONAN 6 〜名探偵コナン テーマ曲集6〜』 (TV size)[49][50]
- 『BURN THE SECRET』

もっと強く抱きしめたなら 〜WANDS 第5期 ver.〜
- 『BURN THE SECRET』